# 박종열
박종열(朴鍾烈, 1979년 8월 7일 ~ )은 대한민국의 제6대 전라북도 익산시의원이었다.

## 학력
- 이리동산국민학교 졸업
- 남성중학교 졸업
- 원광고등학교 졸업
- 한국디지털대학교 사회복지학과 학사

## 경력
- 전라북도 유도회 이사
- (사)한국청년회의소 동이리JC 감사
- 2010.07 ~ 2014.06 제6대 전라북도 익산시의회 의원
- 2010.07 ~ 2012.06 제6대 전라북도 익산시의회 전반기 의회운영위원회 위원
- 2010.07 ~ 2012.06 제6대 전라북도 익산시의회 전반기 기획행정위원회 위원
- 2012.07 ~ 2014.06 제6대 전라북도 익산시의회 후반기 의회운영위원회 위원
- 2012.07 ~ 2014.06 제6대 전라북도 익산시의회 후반기 기획행정위원회 부위원장
- 2012.07 ~ 2014.06 제6대 전라북도 익산시의회 후반기 예산결산특별위원회 부위원장
- 2016 전라북도의원 후보

## 역대 선거 결과
|  | 23.38% |

|  | 47.26% |

|  | 23.61% |